# اچ‌ام‌اس کانادا (۱۷۶۵)
اچ‌ام‌اس کانادا (۱۷۶۵) (به انگلیسی: HMS Canada (1765)) یک کشتی بود که طول آن ۱۷۰ فوت (۵۲ متر) بود. این کشتی در سال ۱۷۶۵ ساخته شد.